# Ewa Muszyńska
Ewa Muszyńska – polska pedagog, dr hab. nauk humanistycznych, profesor uczelni i kierownik Zakładu Podstaw Wychowania i Opieki  Wydziału Studiów Edukacyjnych Uniwersytetu im. Adama Mickiewicza w Poznaniu.

## Życiorys
28 września 1998 habilitowała się na podstawie pracy zatytułowanej Swoboda, przymus i przemoc w relacjach: dziecko-dorosły. Została zatrudniona na stanowisku profesora w Wyższej Szkole Humanistycznej i Ekonomicznej w Sieradzu, w Zakładzie Podstaw Wychowania i Opieki na Wydziale Studiów Edukacyjnych Uniwersytetu im. Adama Mickiewicza, oraz w Wyższej Szkole Humanistycznej i Ekonomicznej w Łodzi.
Była profesorem nadzwyczajnym na Wydziale Humanistycznym Akademii Humanistycznej i Ekonomicznej w Łodzi.
Jest profesorem uczelni i kierownikiem w Zakładzie Podstaw Wychowania i Opieki na Wydziale Studiów Edukacyjnych Uniwersytetu im. Adama Mickiewicza w Poznaniu.